# Львовский процесс (1912—1914)

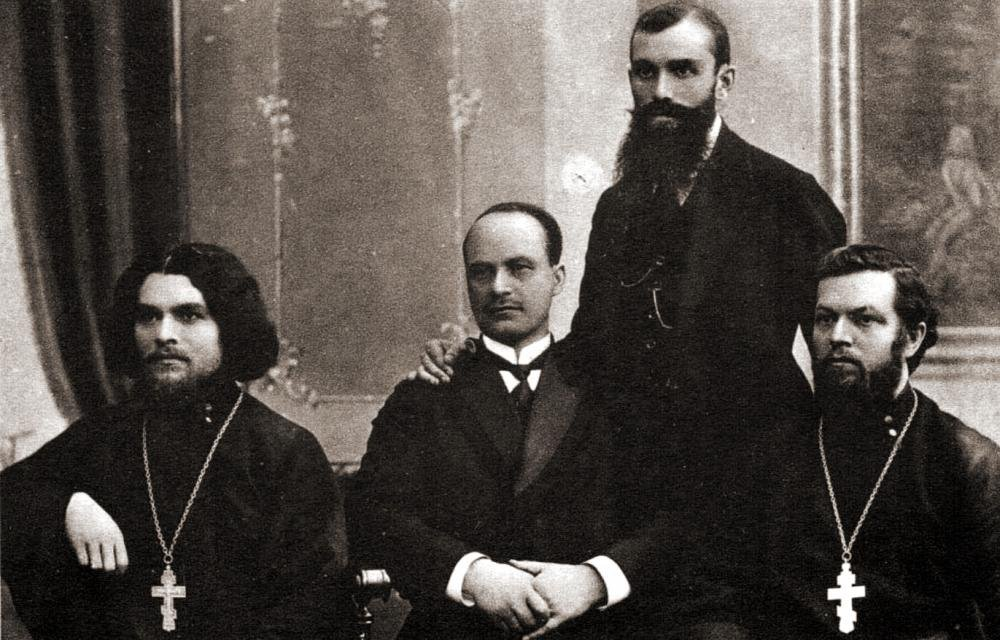
Львовский процесс

Львовский процесс (также — процесс Максима Сандовича и Семёна Бендасюка, процесс Бендасюка и товарищей) — политический процесс против галицких русофилов, проходивший в 1912—1914 гг.

## Предыстория
Львовский судебный процесс — один их трёх (наряду с Мармарош-Сигетскими процессами и процессом братьев Геровских) крупных судебных процессов в преддверии Первой мировой войны, на которых власти Австро-Венгрии пытались найти состав преступления в деятельности галицких, буковинских и закарпатских русофилов. Продолжал утихшую на время кампанию по обвинению сторонников русского движения в Австро-Венгрии в «государственной измене», начатую еще процессом Ольги Грабарь. Само судебное разбирательство длилось около четырёх месяцев (март-июнь 1914 года), но арестованы обвиняемые были в 1912 году и около двух лет, пока длилось следствие, провели в заключении. По Львовскому процессу было задержано только четыре человека — Максим Сандович, Игнатий Гудима, Семён Бендасюк, Василь Колдра. Однако все четверо, несмотря на относительную молодость, были достаточно заметными фигурами в русском движении Прикарпатской Руси — как активные сторонники и пропагандисты православия и духовного единства с русским народом (Сандович, Гудима) и русской культуры и самосознания (Бендасюк и Колдра).

## Арест и следствие
Первыми из участников процесса в марте 1912 были арестованы Максим Сандович и Игнатий Гудима — в селе Залучье, где Игнатий Гудима был священником. Максим Сандович остановился у него, возвращаясь из Львова в свой приход в Граб. Поводом для ареста послужил донос что Сандович, проходя по мосту через Черемош (мост считался стратегическим объектом), измерил его шагами. Хотя обыск в доме Гудимы не дал никаких улик, и Сандович и Гудима были доставлены из Залучья во Львов и заключены под стражу. Чуть позже были арестованы двое студентов Львовского университета — Василь Колдра, студент-юрист, которому вменялось в вину создание читален в лемковских сёлах с целью обучения русскому языку и Семён Бендасюк, которого обвиняли в пропаганде «русского патриотизма». Основное обвинение, выдвинутое против всех арестованных — государственная измена, к которой дополнялся шпионаж, и ряд менее тяжких обвинений — например Максима Сандовича обвиняли в оскорблении католической веры. За государственную измену и шпионаж австрийское законодательство предусматривало смертную казнь.
Из всех четверых арестованных после предварительного разбирательства лишь Василю Колдре позволили выйти из тюрьмы под залог в 8000 крон, Сандович, Гудима и Бендасюк находились под стражей все два года, которые велось следствие. Столь продолжительное следствие дало повод сочувствующему обвиняемым графу Бобринскому предположить, что власти сознательно затягивают дело, надеясь, что долгое пребывание в тюрьме сломит обвиняемых телесно и душевно.

## Процесс

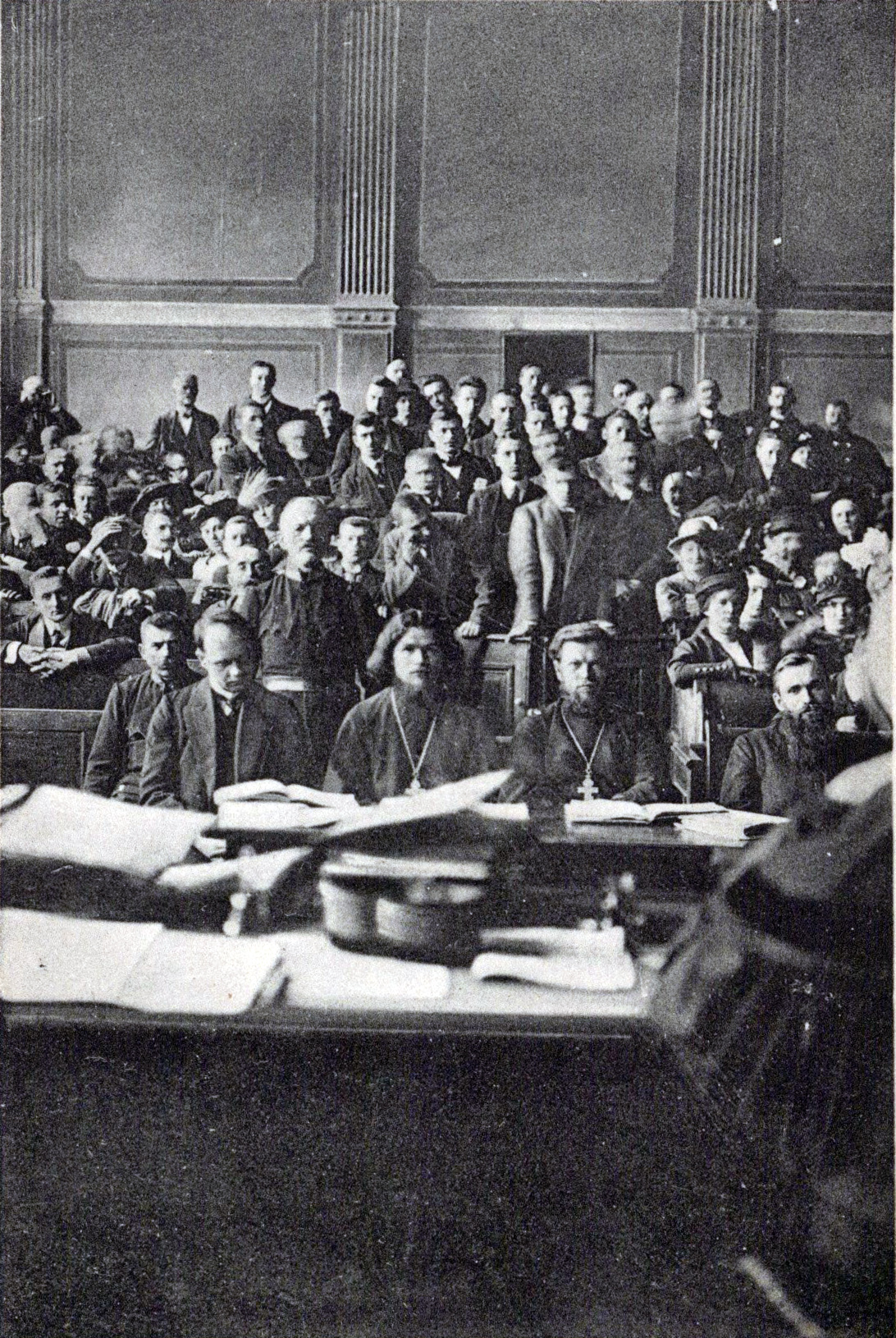
Львовский процесс

### Состав суда
Государственное обвинение представляли — председатель суда, старший советник юстиции Роман Левицкий, Ясинский, Гебултовский и прокурор Савуляк (все — поляки по национальности).
Защищала обвиняемых коллегия из пяти адвокатов (по одному для каждого обвиняемого и один общий), куда входили такие видные деятели галицко-русского движения, как Осип Мончаловский, Кирилл Черлюнчакевич, Мариан Глушкевич, Владимир Дудыкевич, а также поляк Солянский.
В состав коллегии присяжных входило 13 человек, исключительно поляки и евреи — ни одного галицкого русина ни русо- ни украинофильской ориентации не было.

### Ход процесса
Сложность дела для обвинения заключалась в том, что пропаганда перехода из конфессии в конфессию, равно как пропаганда любой признаваемой законом конфессии, включая православие (а именно этим занимались Максим Сандович и Игнатий Гудима) не являлась противозаконной. Равно как организация курсов изучения любого языка, включая русский, чем занимались Семён Бендасюк и Василь Колдра. Потому основными пунктами обвинения были шпионаж и подготовка к сецессии, то есть отрыву Галиции и Лемковщины от Австро-Венгрии и присоединение к Российской империи.
В ходе судебного разбирательства обвинения в шпионаже рассыпались изначально в виду слабости улик. Государственную измену обвинение пыталось доказать во многом на основании сведений, добытых полицейским-провокатором Арнольдом Дулишкевичем, внедрённым ранее в среду русофилов (собранные им сведения были одним из основных свидетельств также на Мармарош-Сигетских процессах). Кроме того, как свидетели обвинения были привлечены некоторые жители края, преимущественно поляки, а также жандармы и другие сотрудники полиции. В качестве свидетелей обвинения выступили и некоторые деятели украинских партий (например, адвокат из Коломыи К. Трилёвский). В ответ защита настояла на приглашении свидетелей из числа прихожан Сандовича и Гудимы, в общем сложности были заслушаны показания более ста человек. Таким образом, были поставлены под сомнения утверждения обвинения, что Сандович и Гудима якобы получали некие ценные подарки из России, то есть, по сути, являлись платными агентами . Наконец, анализ учебников и книг, которые распространяли Бендасюк и Колдра, не выявил там ничего противоречащего австрийскому законодательству.
В своей заключительной речи прокурор выразил надежду, что обвиняемые всё же будут признаны виновными в государственной измене. По решению присяжных, оглашённому 6 июня 1914 года, все обвиняемые были признаны невиновными по всем пунктам обвинения, и должны были быть немедленно освобождены из-под стражи.

## Резонанс
Как и Мармарош-Сигетские процессы, Львовский процесс вызвал громкий резонанс, как в австрийской Галиции, так и за её пределами. Польский исследователь Михал Болтрык, православный лемк по происхождению, анализируя польские газеты Австро-Венгрии 1912—1914 годов, пишет о настоящей «шпиономании», захлестнувшей их — «российских шпионов» видели везде . В польской, а также украинской, немецкой печати изначально преобладало убеждение в виновности арестованных, убеждение в наличии широкого «российского заговора». Внимание российской печати к процессу, заявления некоторых политических российских лидеров, прежде всего графа Бобринского, лишь подогревало эту уверенность. Впоследствии, как замечают и Болтрык и галицко-русский публицист межвоенного периода Богдан Свитлинский, под влиянием многочисленных провалов обвинения, настроение польской прессы несколько изменилось. Появились публикации, что австрийское судопроизводство лишь опозорило себя, пытаясь осудить явно невинных людей, и таким образом сделало рекламу «москалофилам» (moskalofilem) и т. д. В газетах Галиции принадлежавших к украинскому направлению до последнего преобладало мнение, что обвиняемые являются агентами и шпионами России и заслуживают строгой кары; в некоторых случаях даже выражалось сожаление ввиду и освобождения Российская пресса, прежде всего правого и правоцентристского характера, изначально изображала процесс как произвол «польско-австрийской власти». Огромный резонанс имело появление в зале суда четырёх представителей Государственной думы (Вячеслав Якубович, Михаил Митроцкий, П. М. Макогон и В. В. Лашкевич), которые, согласно распространившемуся известию, вошли в зал со словами «целуем ваши вериги», обращёнными к арестованным.
Несмотря на оправдание подсудимых, этот процесс, наряду с другими крупными процессами против русофилов (Первым и Вторым Мармарош-Сигетскими, процессом братьев Геровских) и многочисленными разбирательствами, запретами, судебными преследованиями и газетными провокациями, поддерживал среди части населения Австро-Венгрии убеждение, что русофильски настроенные жители Галиции, Буковины, Закарпатья — потенциальные (или реальные) шпионы, враги государства и т. д. Эти настроения нашли выход уже в годы Первой мировой войны и открытой политики террора против «пророссийских элементов», развязанной австро-венгерскими властями.

## После процесса
Освобождённые из заключения, Семён Бендасюк и Василь Колдра вернулись во Львов, где у директора местного полицейского отделения получили разрешение уехать в Россию. Они уехали незадолго до убийства эрцгерцога Фердинанда и последовавшей за ним полицейской истерии. Максим Сандович и Игнатий Гудима уехать либо не успели, либо не захотели — они возвратились в родные сёла, где их застало начало Первой мировой войны. Максим Сандович был арестован и по решению военного суда расстрелян в Горлице, Игнатий Гудима направлен в концлагерь в Вейнберге, оттуда — в Талергоф, где, под воздействием пережитых потрясений заболел психически.